# زارا سلیم دیویدسون
زارا سلیم دیویدسون (انگلیسی: Zara Salim Davidson؛ زاده ۲۲ مارس ۱۹۷۳) ملکه همسر پراک و همسر نظرین شاه، سلطان پراک است.